# Paul Mbong
Paul Mbong (Marsascala, 2 settembre 2001) è un calciatore nigeriano naturalizzato maltese, attaccante del Čukarički e della nazionale maltese.

## Biografia
È figlio dell'ex calciatore Essien, centrocampista che ha militato nell'Hibernians dal 1998 al 2006. Ha due fratelli, Joseph e Emmanuel, anch'essi calciatori.

## Caratteristiche tecniche
È un centravanti.

## Carriera

### Club
Cresciuto nel settore giovanile del Birkirkara, ha esordito in prima squadra l'8 marzo 2019 disputando l'incontro di Premier League Malti vinto 2-0 contro il Tarxien Rainbows. Il 16 febbraio 2020 ha trovato la prima rete in carriera segnando il gol del momentaneo 2-1 nella trasferta contro il Valletta vinta per 4-1.
Dopo aver lasciato il Birkirkara al termine della stagione 2024-2025, alla scadenza naturale del proprio contratto, il 22 luglio 2025 Mbong è stato ingaggiato dal Čukarički, nella massima serie serba.

### Nazionale
Ha giocato nelle nazionali giovanili maltesi Under-17 ed Under-19.
Il 3 settembre 2020 ha debuttato con la nazionale maltese in occasione dell'incontro di UEFA Nations League perso 3-2 contro le Fær Øer.

## Statistiche

### Presenze e reti nei club
Statistiche aggiornate al 16 dicembre 2023.
| Stagione        | Squadra         | Campionato      | Campionato | Campionato | Coppe nazionali | Coppe nazionali | Coppe nazionali | Coppe continentali | Coppe continentali | Coppe continentali | Altre coppe | Altre coppe | Altre coppe | Totale | Totale | Totale |
| Stagione        | Squadra         | Comp            | Pres       | Reti       | Comp            | Pres            | Reti            | Comp               | Pres               | Reti               | Comp        | Pres        | Reti        | Pres   | Reti   |        |
| --------------- | --------------- | --------------- | ---------- | ---------- | --------------- | --------------- | --------------- | ------------------ | ------------------ | ------------------ | ----------- | ----------- | ----------- | ------ | ------ | ------ |
| 2018-2019       | Birkirkara      | PL              | 3          | 0          | CM              | 0               | 0               | -                  | -                  | -                  | -           | -           | -           | 3      | 0      |        |
| 2019-2020       | Birkirkara      | PL              | 6          | 1          | CM              | 1               | 0               | -                  | -                  | -                  | -           | -           | -           | 7      | 1      |        |
| 2020-2021       | Birkirkara      | PL              | 21         | 3          | CM              | 2               | 1               | -                  | -                  | -                  | -           | -           | -           | 23     | 4      |        |
| 2021-2022       | Birkirkara      | PL              | 20+3       | 1          | CM              | 3               | 0               | UECL               | 1                  | 0                  | -           | -           | -           | 27     | 1      |        |
| 2022-2023       | Birkirkara      | PL              | 25         | 4          | CM              | 5               | 0               | -                  | -                  | -                  | -           | -           | -           | 30     | 4      |        |
| 2023-2024       | Birkirkara      | PL              | 11         | 1          | CM              | 0               | 0               | UECL               | 2                  | 1                  | SM          | 1           | 0           | 14     | 2      |        |
| Totale carriera | Totale carriera | Totale carriera | 89         | 10         |                 | 11              | 1               |                    | 3                  | 1                  |             | 1           | 0           | 104    | 12     |        |

### Cronologia presenze e reti in nazionale
| Cronologia completa delle presenze e delle reti in nazionale ― Malta | Cronologia completa delle presenze e delle reti in nazionale ― Malta | Cronologia completa delle presenze e delle reti in nazionale ― Malta | Cronologia completa delle presenze e delle reti in nazionale ― Malta | Cronologia completa delle presenze e delle reti in nazionale ― Malta | Cronologia completa delle presenze e delle reti in nazionale ― Malta | Cronologia completa delle presenze e delle reti in nazionale ― Malta | Cronologia completa delle presenze e delle reti in nazionale ― Malta |
| Data                                                                 | Città                                                                | In casa                                                              | Risultato                                                            | Ospiti                                                               | Competizione                                                         | Reti                                                                 | Note                                                                 |
| -------------------------------------------------------------------- | -------------------------------------------------------------------- | -------------------------------------------------------------------- | -------------------------------------------------------------------- | -------------------------------------------------------------------- | -------------------------------------------------------------------- | -------------------------------------------------------------------- | -------------------------------------------------------------------- |
| 3-9-2020                                                             | Tórshavn                                                             | Fær Øer                                                              | 3 – 2                                                                | Malta                                                                | UEFA Nations League 2020-2021 - 1º turno                             | -                                                                    | 71’                                                                  |
| 7-10-2020                                                            | Ta' Qali                                                             | Malta                                                                | 2 – 0                                                                | Gibilterra                                                           | Amichevole                                                           | -                                                                    | 59’                                                                  |
| 10-10-2020                                                           | Andorra la Vella                                                     | Andorra                                                              | 0 – 0                                                                | Malta                                                                | UEFA Nations League 2020-2021 - 1º turno                             | -                                                                    | 79’                                                                  |
| 13-10-2020                                                           | Riga                                                                 | Lettonia                                                             | 0 – 1                                                                | Malta                                                                | UEFA Nations League 2020-2021 - 1º turno                             | -                                                                    | 69’                                                                  |
| 24-3-2021                                                            | Ta' Qali                                                             | Malta                                                                | 1 – 3                                                                | Russia                                                               | Qual. Mondiali 2022                                                  | -                                                                    | 46’                                                                  |
| 27-3-2021                                                            | Trnava                                                               | Slovacchia                                                           | 2 – 2                                                                | Malta                                                                | Qual. Mondiali 2022                                                  | -                                                                    | 68’                                                                  |
| 1-9-2021                                                             | Ta' Qali                                                             | Malta                                                                | 3 – 0                                                                | Cipro                                                                | Qual. Mondiali 2022                                                  | -                                                                    | 58’ 70’                                                              |
| 4-9-2021                                                             | Lubiana                                                              | Slovenia                                                             | 1 – 0                                                                | Malta                                                                | Qual. Mondiali 2022                                                  | -                                                                    | 58’                                                                  |
| 7-9-2021                                                             | Mosca                                                                | Russia                                                               | 2 – 0                                                                | Malta                                                                | Qual. Mondiali 2022                                                  | -                                                                    |                                                                      |
| 8-10-2021                                                            | Ta' Qali                                                             | Malta                                                                | 0 – 4                                                                | Slovenia                                                             | Qual. Mondiali 2022                                                  | -                                                                    | 57’                                                                  |
| 11-10-2021                                                           | Larnaca                                                              | Cipro                                                                | 2 – 2                                                                | Malta                                                                | Qual. Mondiali 2022                                                  | -                                                                    | 70’                                                                  |
| 14-11-2021                                                           | Ta' Qali                                                             | Malta                                                                | 0 – 6                                                                | Slovacchia                                                           | Qual. Mondiali 2022                                                  | -                                                                    | 51’ 55’                                                              |
| 1-6-2022                                                             | Ta' Qali                                                             | Malta                                                                | 0 – 1                                                                | Venezuela                                                            | Amichevole                                                           | -                                                                    | 64’                                                                  |
| 27-9-2022                                                            | Ta' Qali                                                             | Malta                                                                | 2 – 1                                                                | Israele                                                              | Amichevole                                                           | -                                                                    |                                                                      |
| 17-11-2022                                                           | Ta' Qali                                                             | Malta                                                                | 2 – 2                                                                | Grecia                                                               | Amichevole                                                           | -                                                                    | 80’                                                                  |
| 23-3-2023                                                            | Skopje                                                               | Macedonia del Nord                                                   | 2 – 1                                                                | Malta                                                                | Qual. Euro 2024                                                      | -                                                                    | 67’                                                                  |
| 6-9-2023                                                             | Ta' Qali                                                             | Malta                                                                | 1 – 0                                                                | Gibilterra                                                           | Amichevole                                                           | -                                                                    | 62’                                                                  |
| 12-9-2023                                                            | Ta' Qali                                                             | Malta                                                                | 0 – 2                                                                | Macedonia del Nord                                                   | Qual. Euro 2024                                                      | -                                                                    | 72’                                                                  |
| 14-10-2023                                                           | Bari                                                                 | Italia                                                               | 4 – 0                                                                | Malta                                                                | Qual. Euro 2024                                                      | -                                                                    | 44’ 84’                                                              |
| 17-10-2023                                                           | Ta' Qali                                                             | Malta                                                                | 1 – 3                                                                | Ucraina                                                              | Qual. Euro 2024                                                      | 1                                                                    | 86’                                                                  |
| 17-11-2023                                                           | Londra                                                               | Inghilterra                                                          | 2 – 0                                                                | Malta                                                                | Qual. Euro 2024                                                      | -                                                                    | 23’ 59’                                                              |
| 21-3-2024                                                            | Ta' Qali                                                             | Malta                                                                | 2 – 2                                                                | Slovenia                                                             | Amichevole                                                           | -                                                                    | 75’ 81’                                                              |
| 7-6-2024                                                             | Grödig                                                               | Rep. Ceca                                                            | 7 – 1                                                                | Malta                                                                | Amichevole                                                           | 1                                                                    |                                                                      |
| 11-6-2024                                                            | Grödig                                                               | Malta                                                                | 0 – 2                                                                | Grecia                                                               | Amichevole                                                           | -                                                                    | 72’                                                                  |
| 7-9-2024                                                             | Chișinău                                                             | Moldavia                                                             | 2 – 0                                                                | Malta                                                                | UEFA Nations League 2024-2025 - 1º turno                             | -                                                                    | 70’                                                                  |
| 10-9-2024                                                            | Andorra la Vella                                                     | Andorra                                                              | 0 – 1                                                                | Malta                                                                | UEFA Nations League 2024-2025 - 1º turno                             | -                                                                    | 78’                                                                  |
| 13-10-2024                                                           | Ta' Qali                                                             | Malta                                                                | 1 – 0                                                                | Moldavia                                                             | UEFA Nations League 2024-2025 - 1º turno                             | -                                                                    | 71’                                                                  |
| 14-11-2024                                                           | Ta' Qali                                                             | Malta                                                                | 2 – 0                                                                | Liechtenstein                                                        | Amichevole                                                           | -                                                                    | 61’                                                                  |
| 19-11-2024                                                           | Ta' Qali                                                             | Malta                                                                | 0 – 0                                                                | Andorra                                                              | UEFA Nations League 2024-2025 - 1º turno                             | -                                                                    | 46’                                                                  |
| 21-3-2025                                                            | Ta' Qali                                                             | Malta                                                                | 0 – 1                                                                | Finlandia                                                            | Qual. Mondiali 2026                                                  | -                                                                    | 71’                                                                  |
| 24-3-2025                                                            | Varsavia                                                             | Polonia                                                              | 2 – 0                                                                | Malta                                                                | Qual. Mondiali 2026                                                  | -                                                                    | 46’                                                                  |
| 7-6-2025                                                             | Ta' Qali                                                             | Malta                                                                | 0 – 0                                                                | Lituania                                                             | Qual. Mondiali 2026                                                  | -                                                                    | 24’ 73’                                                              |
| 10-6-2025                                                            | Groninga                                                             | Paesi Bassi                                                          | 8 – 0                                                                | Malta                                                                | Qual. Mondiali 2026                                                  | -                                                                    |                                                                      |
| Totale                                                               |                                                                      | Presenze                                                             | 33                                                                   |                                                                      | Reti                                                                 | 2                                                                    |                                                                      |

## Palmarès

### Club

#### Competizioni nazionali
- Coppa di Malta: 1

Birkirkara: 2022-2023